# Certhidea olivacea
Il fringuello cantore delle Galapagos (Certhidea olivacea Gould, 1837) è un uccello appartenente alla famiglia Thraupidae, endemico delle isole Galápagos in Ecuador.

## Descrizione

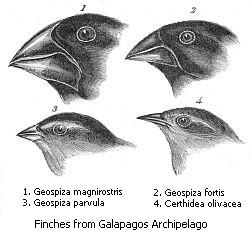
Comparazione del becco di C. olivacea con quello di altre specie della famiglia dei Thraupidae.